# BATTeRS
BATTeRS (jap. バッターズ, Battãzu) ist ein Akronym für Bisei Asteroid Tracking Telescope for Rapid Survey, ein japanisches Projekt zum Aufspüren und Beobachten von Asteroiden und Weltraummüll.
Das Projekt ist an die Japanische Spaceguard Organisation angeschlossen, zu deren Mitgliedern der japanische Astronom Takeshi Urata gehört. Im Rahmen der Untersuchungen wurden zwischen 1996 und 2010 insgesamt 265 Asteroiden entdeckt, dazu der langperiodische Komet C/2001 W2 (BATTERS).
Zur Beobachtung wird ein 100-cm-Cassegrain-Teleskop mit einer 8-Megapixel-CCD-Kamera am Bisei Spaceguard Center-BATTeRS (IAU-Code 300) benutzt.